# Liocheles nigripes
Espèce
Synonymes
- Hormurus nigripes Pocock, 1897

Liocheles nigripes est une espèce de scorpions de la famille des Hormuridae.

## Distribution
Cette espèce se rencontre en Inde et au Laos.
Sa présence est incertaine en Thaïlande, en Birmanie et  au Cambodge.

## Description
La femelle holotype mesure 35 mm.
Liocheles nigripes mesure de 38 à 41 mm.

## Systématique et taxinomie
Cette espèce a été décrite sous le protonyme Hormurus nigripes par Pocock en 1897. 

## Publication originale
- Pocock, 1897 : Descriptions of some new species of scorpions from India. Journal of the Bombay Natural History Society, vol. 11, p. 102–117 (texte intégral).